# 아오테아로아 뉴질랜드 녹색당

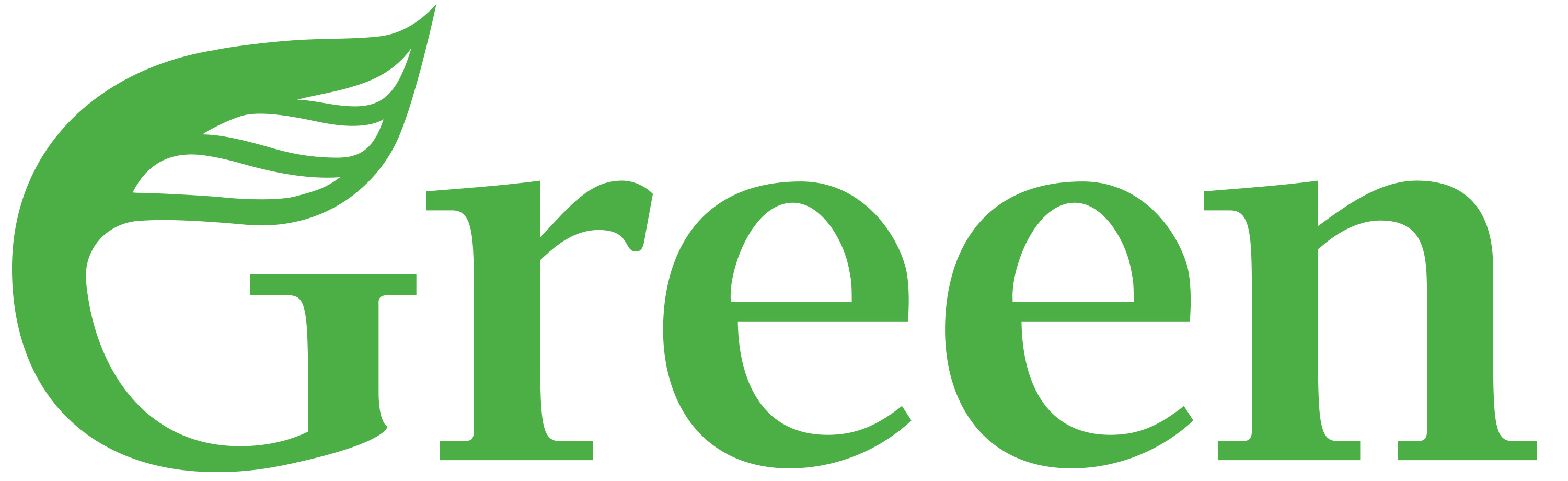

아오테아로아 뉴질랜드 녹색당(영어: Green Party of Aotearoa New Zealand, 마오리어: Rōpū Kākāriki o Aotearoa, Niu Tireni)은 뉴질랜드의 정당이다. 현재 녹색당은 의회내에서 제3당이다. 국민당과 노동당을 제외한 나머지 군소정당 중에서 최다 의석을 차지하고 있다. 현재 당수는 메티리아 투레이(Metiria Turei)와 러셀 노르만(Russel Norman)이 공동으로 당수직을 맡고 있다.

## 당 이념 및 노선
녹색당은 당의 이념을 녹색 정치와 환경주의를 표방하고, 정치 노선은 중도로 구성된 당이다.

## 2008년 총선 이후
2008년 총선 이후, 녹색당은 국민당 연립정부에 참여하지 않았지만, 국민당 정부의 정책에 원만하게 협조한다고 상호 협의를 선언하였다. 그리고 노동당에 이어 제2야당으로 의회내에 입지를 다졌다. 또한 2009년 2월, 녹색당 연중 전당대회에서 녹색당 창당 시절부터 당을 이끌어오던 여성 공동 당수인 자넷 핏즈시몬스(Jeanette Fitzsimons)가 사임을 선언하였다. 그리고 3개월 후인 5월 30일에 새로운 여성 당수로 당내 서열 4위인 메티리아 투레이(Metiria Turei)로 선출되었다.